# Svetovno prvenstvo v biatlonu 1998
Svetovno prvenstvo v biatlonu 1998 je šestintrideseto svetovno prvenstvo v biatlonu, ki je potekalo med 8. in 15. marcem 1998 na Pokljuki, Slovenija, in v Hochfilznu, Avstrija, v dveh disciplinah za moške in ženske. Prvenstvo je potekalo v disciplinah, ki nista bili v programu olimpijskih tekmovanj v biatlonu, zasledovalni tekmi sta se odvijali na Pokljuki, ekipni pa v Hochfilznu.

## Dobitniki medalj

### Moški
| Disciplina | Zlato                                                                                 | Zlato   | Srebro                                                             | Srebro  | Bron                                                                         | Bron    |
| 12,5 km    | Vladimir Dračov                                                                       | 36:30,3 | Ole Einar Bjørndalen                                               | 36:44,3 | Raphaël Poirée                                                               | 37:11,6 |
| ekipno     | Norveška · Egil Gjelland · Sylfest Glimsdal · Halvard Hanevold · Ole Einar Bjørndalen | 29:17,6 | Nemčija · Ricco Groß · Carsten Heymann · Sven Fischer · Frank Luck | 30:01,3 | Rusija · Vladimir Dračov · Aleksej Kobelev · Sergej Rožkov · Viktor Majgurov | 30:14,0 |

### Ženske
| Disciplina | Zlato                                                                      | Zlato   | Srebro                                                                                             | Srebro  | Bron                                                                         | Bron    |
| 10 km      | Magdalena Forsberg                                                         | 37:58,6 | Corinne Niogret                                                                                    | 39:05,5 | Martina Zellner                                                              | 39:24,4 |
| ekipno     | Rusija · Ana Volkova · Olga Romasko · Svetlana Išmuratova · Albina Ačatova | 30:21,1 | Norveška · Hildegunn Mikkelsplass · Ann Elen Skjelbreid · Annette Sikveland · Liv Grete Skjelbreid | 30:38,7 | Finska · Katja Holanti · Tiina Mikkola · Mari Lampinen · Sanna-Leena Perunka | 31:00,2 |

## Medalje po državah
| Poz | Država   | Zlato | Srebro | Bron | Skupaj |
| 1   | Rusija   | 2     | 0      | 1    | 3      |
| 2   | Norveška | 1     | 2      | 0    | 3      |
| 3   | Švedska  | 1     | 0      | 0    | 1      |
| 4   | Francija | 0     | 1      | 1    | 2      |
| 5   | Nemčija  | 0     | 1      | 1    | 2      |
| 6   | Finska   | 0     | 0      | 1    | 1      |